# Bosznia-Hercegovina Szociáldemokrata Pártja
A Bosznia-Hercegovina Szociáldemokrata Pártja (bosnyákul: Socijaldemokratska partija Bosne i Hercegovine, röviden SDP BiH) illetve egyszerűen csak Szociáldemokrata Párt (Socijaldemokratska partija, SDP) egy balközép szociáldemokrata politikai párt Bosznia-Hercegovinában. A párt nem etnikai alapon politizál, hanem az állampolgári jogok, európai integráció és szociális igazságosság mellett áll ki.

## Története
A párt gyökerei az 1909-ben, az Osztrák–Magyar Monarchia által irányított Bosznia-Hercegovinában alapított Bosznia-Hercegovinai Szociáldemokrata Párthoz nyúlnak vissza. Ezt a pártot boszniai munkások  hozták létre azzal a céllal, hogy képviseljék és védjék jogaikat és érdekeiket a monarchiában. 1920. április 20-án a Szociáldemokrata Párt csatlakozott a Jugoszláv Kommunisták Szövetségéhez, így beolvadt a kommunista mozgalomba.
A párt az 1996-os első háború utáni választásokon tűnt fel jelentősebben, amikor öt másik párttal közösen indult a „Közös Lista” nevű koalícióban, bár a bosnyák és horvát elnökségi jelöltjeik (Sead Avdić és Ivo Komšić) akkor még nem jutottak be az államelnökségbe.
1997-ben Zlatko Lagumdžija vette át a párt vezetését, és az ő irányítása alatt az SDP 2000-ben elérte legnagyobb sikerét: a legtöbb mandátumot szerezte meg a boszniai képviselőházban, így kormányzati szerephez jutott. Ennek eredményeként 2001-ben Božidar Matić a Minisztertanács elnöke lett, ami a boszniai kormány vezetői pozíciója.
Az SDP legnagyobb politikai áttörését azonban a 2006-os választások hozták meg, amikor Željko Komšić megnyerte a horvát államelnökségi posztot, annak ellenére, hogy főként bosnyák szavazatokkal győzött, amit a horvát nemzeti pártok erősen kifogásoltak. Komšić 2010-ben újrázni tudott, ami hosszú távon megosztotta a horvát közösséget.
2014-ben új korszak kezdődött, amikor Nermin Nikšić lett az SDP elnöke. A párt azóta inkább a városi, liberális, mérsékelten baloldali választók felé fordult, főleg a bosnyák többségű területeken.
A 2020-as önkormányzati választások előtt az SDP liberális pártokkal szövetségre lépve megalapította a „Négyes Koalíciót”. Ez a modern, nyugatias irányt képviselő koalíció főként a vallási-politikai befolyás visszaszorítását, az európai integrációt és a korrupció elleni fellépést tűzte zászlajára.
2022-ben a koalíció közös jelöltként indította Denis Bećirovićet a boszniai államelnökség bosnyák tagjáért folyó versenyben, aki végül a szavazatok 57,37%-ával meg is nyerte a választást. Ez komoly politikai siker volt az SDP számára, hiszen hosszú idő után újra tagot delegálhatott az ország háromtagú elnökségébe.

## Lásd még
- Jugoszláv Kommunisták Szövetsége